# Kristy Swanson
Pour les articles homonymes, voir Swanson.
Kristy Swanson, née le 19 décembre 1969 à Mission Viejo (Californie) est une actrice américaine.
Elle est connue pour avoir joué dans de nombreux films culte comme La Folle Journée de Ferris Bueller, Rose bonbon, L'Amie mortelle, Hot Shots!, Buffy, tueuse de vampires, Fièvre à Columbus University, Le Fantôme du Bengale ou encore Eh mec ! Elle est où ma caisse ?.
A la télévision, elle joue le rôle d'Erica Paget dans la série Demain à la une et elle tient un rôle récurrent dans Psych : Enquêteur malgré lui où elle joue le rôle de Marlowe Viccellio. 
Elle fait aussi des apparitions dans les séries : Les Experts : Miami et New York, section criminelle.

## Biographie
Kristy Swanson est née le 19 décembre 1969 à Mission Viejo (Californie). Ses parents sont Robert et Rosemary Swanson.
Elle a un frère, Robert Swanson Junior.

### Vie privée
Elle est mariée à Lloyd Eisler depuis 2009. Ils ont un fils, Magnus Hart Swanson Eisler, né en 2007.

## Filmographie

### Cinéma

#### Longs métrages
- 1986 : Rose bonbon (Pretty in Pink) d'Howard Deutch : Duckette
- 1986 : La Folle Journée de Ferris Bueller (Ferris Bueller's Day Off) de John Hughes : Simone Adamley
- 1986 : L'Amie mortelle (Deadly Friend) de Wes Craven : Samantha Pringle
- 1987 : Flowers in the Attic de Jeffrey Bloom (en) : Cathy
- 1990 : Dream Trap de Tom Logan et Hugh Parks : Sue Halloran
- 1990 : Diving In (en) de Strathford Hamilton : Terry Hopkins
- 1991 : Hot Shots! de Jim Abrahams : Kowalski
- 1991 : Mannequin: On the Move de Stewart Raffill : Jessie
- 1992 : Bienvenue en enfer (Highway to Hell) d'Ate de Jong : Rachel Clark
- 1992 : Buffy, tueuse de vampires (Buffy the Vampire Slayer) de Fran Rubel Kuzui : Buffy Summers
- 1993 : The Program de David S. Ward : Camille Shafer
- 1994 : À toute allure (The Chase) d'Adam Rifkin : Natalie Voss
- 1994 : Getting In de Doug Liman : Kirby Watts
- 1995 : Fièvre à Columbus University (Higher Learning) de John Singleton : Kristen Connor
- 1995 : The Chili Con Carne Club de Jonathan Kahn : Julie
- 1996 : Le Fantôme du Bengale (The Phantom) de Simon Wincer : Diana Palmer
- 1997 : 8 têtes dans un sac (8 Heads in a Duffel Bag) de Tom Schulman : Laurie Bennett
- 1997 : Lover Girl de Lisa Addario et Joe Syracuse : Darlene Ferrari / Sherry
- 1997 : Tinseltown de Tony Spiridakis : Nikki Randall
- 1998 : Tour de contrôle (Ground Control) de Richard Howard : Julie Albrecht
- 1999 : Big Daddy de Dennis Dugan : Vanessa
- 2000 : Eh mec ! Elle est où ma caisse ? (Dude, Where's My Car ?) de Danny Leiner : Christie Boner
- 2000 : Meeting Daddy de Peter Gould : Laurel Lee
- 2001 : Soul Assassin de Laurence Malkin : Tessa Jansen
- 2005 : Bound by Lies de Valerie Landsburg : Laura Cross
- 2005 : Six Mois plus tard (Six Months Later) de David Frigerio : Linda
- 2006 : Living Death de Erin Berry : Elizabeth Harris
- 2009 : The Closer de Jon Polansky : Kaitlyn
- 2010 : What If... de Dallas Jenkins : Wendy Walker
- 2011 : Chick Magnet de Ryan R. Williams : Kristy
- 2012 : Little Women, Big Cars de Melanie Mayron : Rocky
- 2013 : The Bouquet de Anne Wheeler : Terri Benton
- 2013 : Storm Rider de Craig Clyde : Jody Peterson
- 2014 : Beethoven et le Trésor des pirates (Beethoven's Treasure) de Ron Oliver : Anne Parker
- 2014 : Jingle Belle (A Belle for Christmas) de Jason Dallas : Dani Downy
- 2014 : Un ex-mari en cadeau (Merry Ex-Mas) de Brian Skiba : Noëlle Rogers
- 2018 : Killer Under the Bed de Jeff Hare : Sarah
- 2018 : Mimesis Nosferatu de Douglas Schulze : La mère de Max
- 2019 : PupParazzi d'Ari Novak : Latte (voix)
- 2020 : The ObamaGate Movie de Brian Godawa et Phelim McAleer : Lisa Page
- 2021 : Courting Mom and Dad d'Anna Zielinski : Sarah Lambert
- 2021 : Just Another Dream de Paul Schneider : Cindy Miller
- 2021 : Trafficked : A Parent's Worst Nightmare de Joel Paul Reisig : Joanna Riley

### Télévision

#### Séries télévisées
- 1984 : It's Your Move : Laura
- 1985 : Cagney et Lacey (Cagney and Lacey) : Stephanie Brandon
- 1985 : Call to Glory : Sally
- 1986 : Valerie : Linda Perkins
- 1986 : Alfred Hitchcock présente (Alfred Hitchcock Presents) : Une étudiante
- 1987 : Quoi de neuf, docteur ? (Growing Pains) : Rhonda
- 1987 - 1988 : Côte ouest (Knots Landing) : Jody Campbell
- 1989 : Un privé nommé Stryker (B.L. Stryker) : Lynn Ellingsworth
- 1998 - 1999 : Demain à la une (Early Edition) : Erica Paget
- 2000 : Grapevine (en) : Susan Crawford
- 2003 : Voilà! : Allison Cavanaugh
- 2004 : Les Experts : Miami (CSI : Miami) : Roxanne Price
- 2007 : New York, section criminelle (Law & Order : Criminal Intent) : Lorelai Mailer
- 2008 : 3Way : Leslie Lapdalulu
- 2010 : Les Frères Scott (One Tree Hill) : Une femme dans une voiture
- 2011 - 2014 : Psych : Enquêteur malgré lui (Psych) : Marlowe Viccellio
- 2019 : SEAL Team : Julia Logan
- 2022 : Sons of Thunder : Linda Gibson

#### Téléfilms
- 1986 : Fantôme pour rire (Mr. Boogedy) d'Oz Scott : Jennifer Davis
- 1986 : Miracle of the Heart: A Boys Town Story de Georg Stanford Brown : Stephanie Gamble
- 1987 : Electronic junior (Not Quite Human) de Steven Hilliard Stern : Erin Jeffries
- 1987 : Juarez de Jeffrey Bloom (en) : Cathy Dodge
- 1988 : Nightingales de Mimi Leder : Rebecca 'Becky' Granger
- 1988 : The Loner d'Abel Ferrara : Sherry Spicer
- 1996 : Marshal Law de Stephen Cornwell : Lilly Nelson
- 1997 : Relation criminelle (Bad to the Bone) de Bill L. Norton : Francesca Wells
- 1999 : Sanction fatale (Supreme Sanction) de John Terlesky : Jenna
- 2001 : Dangereuses fréquentations au Zebra Lounge (Zebra Lounge) de Kari Skogland : Louise Bauer
- 2003 : Les Dents de la mort (Red Water) de Charles Robert Carner : Dr Kelli Raymond
- 2003 : Témoin avec sursis (Silence) de Tom Whitus : Dr Julia Craig
- 2005 : La Clef des secrets (Forbidden Secrets) de Richard Roy : Alexandra Kent Lambeth
- 2005 : The Black Hole de Tibor Takács : Shannon Muir
- 2010 : Swamp Shark de Griff Furst : Rachel Bouchard
- 2011 : Un souhait pour Noël (A Christmas Wish) de Craig Clyde : Martha Evans
- 2012 : Opération cupcake de Bradford May : Janet Carson
- 2013 : Mes parents terribles (Mom and Dad Undergrads) de Ron Oliver : Megan
- 2015 : Un grand froid sur Noël (Angels in the Snow) de George Erschbamer : Judith Montgomery
- 2015 : Driven Underground de George Erschbamer : Sarah Palmer
- 2017 : Qu'est-il arrivé à ma fille ? (A Mother's Sacrifice) de Trey Haley : Kathrin
- 2017 : Crowning Jules de Shea Fontana : Victoria
- 2018 : Coup de foudre sur les pistes (Winter's Dream) de David Winning : Kat Miller
- 2018 : Bad Stepmother de Jeffery Scott Lando : Louise
- 2020 : Psych 2: Lassie Come Home de Steve Franks (en) : Marlowe Viccellio

## Distinctions

### Récompense
- 1989 : Young Artist Awards de la meilleure jeune actrice dans un thriller dramatique pour Flowers in the Attic (1987).

### Nomination
- 1986 : Young Artist Awards de la meilleure jeune actrice invitée dans une série télévisée dramatique pour Cagney et Lacey (Cagney and Lacey) (1985).
- 1987 : Young Artist Awards de la meilleure jeune actrice dans un téléfilm pour Fantôme pour rire (Mr. Boogedy) (1986).
- 1988 : Young Artist Awards de la meilleure jeune actrice dans un drame d'horreur pour L'Amie mortelle (Deadly Friend) (1988).
- 1992 : Fangoria Chainsaw Awards de la meilleure actrice dans une comédie fantastique pour Buffy, tueuse de vampires (Buffy the Vampire Slayer) (1992).

## Voix françaises
- Pascale Chemin[1] dans :
  - Mes parents terribles
  - Témoignage risqué
  - Beethoven et le Trésor des pirates
  - Psych : Enquêteur malgré lui
- Valérie Siclay dans : 
  - Les Dents de la mort
  - Opération cupcake
  - Demain à la une
- Rafaèle Moutier[1] dans :
  - Buffy, tueuse de vampires
  - The Program
- Virginie Ledieu[1] dans 
  - À toute allure
  - 8 Têtes dans un sac
- Hélène Bizot dans :
  - Un grand froid sur Noël
  - Qu'est-il arrivé à ma fille ?
- Marjorie Frantz dans Le Fantôme du Bengale
- Laura Préjean dans Eh mec ! Elle est où ma caisse ?
- Sophie Baranes[1] dans Storm Rider
- Odile Cohen[1] dans Un ex-mari en cadeau
- Sybille Tureau[1] dans Coup de foudre sur les pistes